# Bart Debbaut
Bart Debbaut (Sint-Truiden, 8 september 1971) is auteur van verschillende thrillers en romans. Hij schreef onder meer een zevendelige reeks rond het politieduo John Leyssens en Mieke Van Cattendyck. 

## Biografie en loopbaan
Debbaut behaalde in 1993 zijn diploma Marketing aan de Provinciale Hogeschool Limburg. In datzelfde jaar ging hij aan de slag als bediende bij BACOB Bank. Hij begon als medewerker in Tienen, werd daarna beleggingsadviseur in Sint-Truiden, en nadien werkte hij als Adjunct-Regionaal Directeur Regio Hageland. Toen BACOB fuseerde met Dexia werd hij bestuurder binnen de CVBA Dexia Regio Tienen. In 2011 gooide hij het roer om en verliet hij de banksector. Hij nam toen samen met zijn vrouw een herenkledingzaak in Tienen over.
Met zijn achtergrond in het bankwezen schreef Debbaut onder meer artikels over financiën voor verschillende tijdschriften (waaronder Humo en de nieuwsbrief van de Vlaamse Federatie voor Beleggers), maar in 2008 besloot hij een thrillerreeks rond het politieduo Leyssens en Van Cattendyck aan te vangen. De reeks bestaat ondertussen al uit zeven delen. De derde thriller in die reeks, De Facebookmoorden, werd door thrillerboek.nl verkozen tot beste Nederlandstalige thriller.
Debbaut bracht ook twee romans en enkele losstaande thrillers uit. Zijn satirische roman ‘En toen schiep God Kevin’ werd al door 3 verenigingen omgezet in een toneelstuk. In 2018 publiceerde hij bij Uitgeverij Lannoo een thriller gebaseerd op het populaire televisieprogramma De Mol. In 1999 nam de schrijver namelijk zelf deel aan het populaire televisieformat.
Debbaut is ook zeer actief in de klassieke muziek. Hij speelt piano en is oprichter en bezieler van vzw Hageland Klassiek, die een tiental concerten per jaar organiseert. 
Bart Debbaut is in 1998 gehuwd met Ann Pétre, samen hebben ze twee dochters.

### Leyssens en Van Cattendyck-serie
- Scherven, 2008 (Kramat) – heruitgave, 2023 (Uitgeverij Lannoo)
- Tralies, 2009 (Kramat) – heruitgave, 2023 (Uitgeverij Lannoo)
- De Facebookmoorden, 2010 (Manteau) – heruitgave, 2023 (Uitgeverij Lannoo)
- Ik maak je kapot, 2011 (Manteau)
- Cold Case 0212, 2012 (Manteau)
- Rauwkost, 2021 (Uitgeverij Lannoo)
- Quatre-mains, 2022 (Uitgeverij Lannoo)

### Losstaande thrillers
- Relikwie, 2016 (Uitgeverij Lannoo)
- Sudoku, 2017 (Uitgeverij Lannoo)
- De Mol, 2018 (Uitgeverij Lannoo)

### Romans
- Als ik wakker word, ga ik dood, 2013 (Manteau)
- En toen schiep God Kevin, 2014 (Uitgeverij Lannoo)

- Digitale Bibliotheek voor de Nederlandse Letteren: debb004
- Gemeinsame Normdatei: 1049174682
- International Standard Name Identifier: 0000 0003 6875 8726
- Library of Congress Control Number: no2013118843
- Nederlandse Thesaurus van Auteursnamen: 314261982
- Virtual International Authority File: 286956581
- WorldCat: E39PCjC44JYvW9T9kB3JrvMXkC